# 랑발드 크납회브데

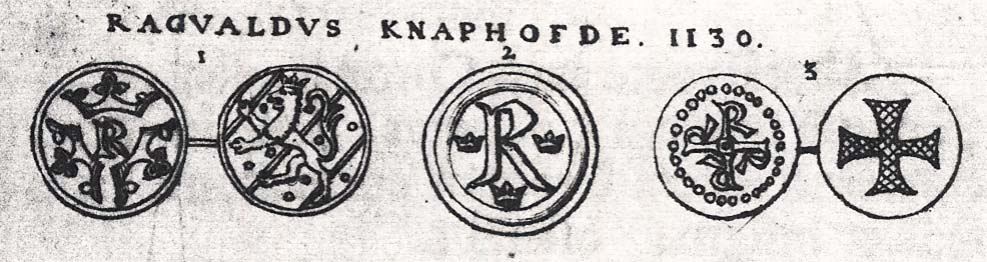
1710년 엘리아스 브렌네르(Elias Brenner)의 저서에 등장한 랑발드 크납회브데 시대의 동전들

랑발드 크납회브데(스웨덴어: Ragnvald Knaphövde, 생년 미상 ~ 1126년)는 스웨덴의 국왕(재위: 1125년 ~ 1126년)이다. 스텡킬가 출신이다.

## 생애
그의 출생, 국왕으로 즉위하기 이전의 행적에 대해서는 거의 알려져 있지 않다. "크납회브데"(Knaphövde)라는 별칭은 그의 머리 크기가 음료수 그릇만큼 둥글다고 해서 붙여진 이름, 그가 멍청한 성격을 갖고 있었기 때문에 붙여진 이름이다.
1125년 우플란드(Uppland) 주민들은 랑발드를 스웨덴의 국왕으로 추대했으며 외스테르예틀란드(Östergötland) 주민들 또한 이를 공인했다. 그렇지만 랑발드를 인질로 삼았던 기트인들은 나중에 그를 살해하고 만다. 기트인들은 덴마크의 망누스 왕자(Magnus, 망누스 1세)를 스웨덴의 국왕으로 추대했다.
| 전임 잉에 2세 | 스웨덴의 국왕 1125년 ~ 1126년 | 후임 스베르케르 1세 |